# LoveGame
Singles de Lady Gaga
Eh, Eh (Nothing Else I Can Say)
(2009) Chillin
(2009)
Pistes de The Fame
Just Dance
(1) Paparazzi
(3)
LoveGame est une chanson Synthpop et electro-R&B de l’artiste américaine Lady Gaga, issue de son premier album, The Fame, paru en 2008. Produite par RedOne, la piste est sortie en tant que troisième single de l’album en Amérique du Nord et en Europe ainsi que quatrième en Australie, en Nouvelle-Zélande et en Suède, faisant suite à Eh, Eh (Nothing Else I Can Say). LoveGame est également sorti en tant que quatrième single au Royaume-Uni mais après Paparazzi, contrairement aux autres pays.
La chanson est appréciée par la critique professionnelle pour sa mélodie entraînante et certains de ses crochets, en particulier celui-ci, « I wanna take a ride on your disco stick » qui se traduit par « Je veux faire un tour sur ton disco stick ». Plus tard, Gaga explique que le terme ‘disco stick’ est un euphémisme pour décrire le pénis et est inspiré par l’attraction sexuelle qu’elle porte à un inconnu qu’elle a brièvement rencontré dans une boîte de nuit. Musicalement, le morceau représente tout ce qui se camoufle derrière les discothèques de New York, elle parle aussi de l’amour, de la célébrité, et de la sexualité, qui sont tous trois les thèmes centraux de l’album. LoveGame s’est classé dans le top 10 de plusieurs pays dont les États-Unis, l’Australie, la Nouvelle-Zélande, le Canada ainsi que dans d’autres régions européennes. Elle a permis à Gaga d’obtenir son troisième numéro un consécutif dans le hit-parade Billboard Pop Songs, qui classifie les ventes de chansons pops aux États-Unis.
Le métro de New York a également inspiré le vidéoclip de la chanson, où l’on peut y voir Gaga dans une station de métro et dans un parking souterrain. Le clip est un hommage au mode de vie new-yorkais, qui selon elle, regroupe la mode, le glamour et ses fans. La vidéo a également fait de légers clins d’œil à celle de Bad, du chanteur américain Michael Jackson, par exemple en se déroulant dans une station de métro. En Australie, le vidéoclip est interdit de diffusion sur les chaines télévisées pendant les heures matinales, due à son caractère sexuellement provocant. LoveGame a été interprété un grand nombre de fois en direct, tout d’abord dans sa première tournée le The Fame Ball Tour, puis dans sa seconde le The Monster Ball Tour, où elle apporte presque toujours son disco stick, qui accessoirise habituellement sa tenue.

## Écriture et inspiration

Gaga en décembre 2009, interprétant LoveGame et tenant son disco stick, au The Monster Ball Tour lors d'un concert aux États-Unis.

LoveGame est écrite par Lady Gaga et RedOne, qui a également produit la chanson. Dans une interview pour le magazine Rolling Stone, Gaga explique le sens de la piste et les inspirations qui s’y cachent, spécialement pour les paroles « Let’s have some fun this beat is sick / I wanna take a ride on your disco stick » qui se traduit par « Ayons plus de plaisir, ce rythme est malade / Je veux faire un tour sur ton disco stick » en disant :

« C’est encore une de mes métaphores, soit dit en passant, très sérieuses, que j’utilise. J’étais dans une boite de nuit, et j’ai eu quelques flirts et aventures sexuelles, et je disais à ces hommes ‘Je veux faire un tour sur ton disco stick’. La journée suivante, j’étais en studio, et j’ai écrit la chanson en à peine cinq minutes. Lorsque j’ai joué pour la première fois la chanson en direct, j’ai vraiment eu un plaisir de folle - c’était comme un bonbon géant que je dévorais - qui s’est mis à devenir de plus en plus savoureux. »

En commentant un regard différent sur le contenu lyrique du titre, dans un talk-show australien nommé Rove, Gaga déclare qu’elle est en désaccord avec le bannissement du vidéoclip des chaines musicales. Elle ajoute que sa métaphore du disco stick, qui est innocente d’après ses dires, n’est pas une raison pour suspendre les diffusions, en adressant un message au Network Ten in Australia,

« Je ne pense pas du tout que mon allusion au disco stick est subtile. C’est très clair que les paroles sont à propos de cela. Rien n’est néfaste dans cela, il m’arrive de croire qu’avec moi, les gens sont plus difficiles et fragiles en matière de tolérance. Un grand nombre de chansons pops sont beaucoup plus provocantes et mauvaises pour les jeunes que les miennes. ‘Throw me on the floor, take off my clothes, give it to me, baby, let’s dirty dance’ (qui se traduit par ‘Jette-moi sur le sol, enlève mes vêtements, donne-toi à moi bébé, fait une danse vulgaire’). Tous ces mots sont provocateurs, mais cela fait partie du contexte très complexe dans lequel les gens peuvent comprendre ce que je veux dire. […] C’est la musique en soi, les gens y perçoivent une relation visuelle, une relation dans laquelle tout s’enchaine et où j’articule, je chante, comme je le désire. Je pourrais tout autant faire des chansons où les gens chanteraient ‘La di da’ mais ça serait plus qu’ennuyeux et là, plus rien n’aurait de sens. »

## Composition
Musicalement, LoveGame se catégorise dans un tempo assez rapide de genre dance-pop et d’un rythme lui aussi dance. Selon Kerri Masson de Billboard, la composition « fait attention aux détails et représente plus ou moins New York, avec ses paillettes omniprésentes, ses parkings souterrains où l’on capte tout de même la radio FM et ses usines ». La piste se constitue dans la signature rythmique commune et est composée dans la clef mineure B avec un tempo musical de 104 pulsations par minute. La gamme vocale de Gaga est d’ordre décroissant, commençant par la note B3 pour aller peu à peu vers une note lente, la G5. La chanson suit la progression de Am–Dm–C–Am–Dm–C dans les refrains et la plupart des versets, mis à part ceux du pont. LoveGame reçoit un grand nombre de remixes, dont le plus notoire est celui en collaboration avec le chanteur heavy metal Marilyn Manson. Gaga explique que les paroles de LoveGame apparaissent comme étant très claires et qu’elles relèvent de distincts sujets. Elle précise que le message qu’elle souhaite transmettre est celui de l’amour, la gloire et la sexualité, qui restent le thème central de l’album dans laquelle figure la chanson, The Fame.

## Accueil critique

Gaga en novembre 2009, interprétant LoveGame vêtue d'une tenue immitant les os du corps et accompagnée de ses danseurs, au The Monster Ball Tour lors d'un concert au Canada.

Sal Cinquemani de Slant Magazine commente que les paroles de la chanson sont banales et sans aucun sens et ajoute qu’aucune nuance originale au sexe n’est visible, mis à part quelques-unes qui se révèlent être pénibles. Quant à lui, Ben Norman d'About affirme que « LoveGame est une continuation, en matière de rythme, de son précédent single Just Dance, et nous captive avec certaines de ses paroles, dont principalement le fameux ‘Let’s have some fun/This beat is sick/I wanna ride on your disco stick’ ». Continuant sur une note positive, le journaliste musical Daniel Brockman publi un article dans le tabloïde The Phoenix, affirmant que « Gaga apprend peu à peu à comprendre comment écrire de bonnes chansons, qui sont adéquates pour jouer dans les clubs et emportés les danseurs avec leur rythme ». Il commente également les paroles en disant que « ‘Let’s have som fun, this beat is sick/I wanna take a rid on your discok stick’ est sans doute le refrain le plus original et emportant que j’ai entendu cette année et qui est publiée sous un label majeur, comme Interscope ». Dans une critique individuelle de The Fame, BBC affirme que la piste semble un peu trop robotique dans la ligne « I wanna take a rid on your discostick ». Il a par contre jugé que cette phrase, bien qu’un peu froide, est brillante et pourrait permettre à Gaga « d’obtenir sa place dans le livre des records de l’année pour ‘la pop star dont le plus grand nombre de gens veulent la mort’ » dû à ses paroles provocantes, portant à controverse dans les pays religieux.
Ben Hodwood de MusicOMh déclare que la chanson est « très entrainante, un vrai joyau de la pop actuelle » tout comme les autres pistes de l’album Strastruck et Paparazzi, mais il ajoute toutefois que les paroles sont parfois bizzares, en particulier l’extrait « I’m on a mission, and it invovles some heavy touchin » qui se traduit par « Je suis dans une mission, et j’y mettrai une touche heavy ». Dans un avis neutre, Sarab Rodman du The Boston Globe explique que la piste « a un niveau élevé de rythme et est en quelque sorte sinueuse dans ses tournures ». Retournant sur une note négative, Priya Elan de The Times n’a pas été impressionnée par le titre et affirme que tout est trop calculé. Finalement, Chris Williams du magazine musical Billboard donne un avis positif à la piste, disant qu’ « Elle a tous les ingrédients que ses précédents singles n’avaient pas ; un rythme entrainant, une touche de style electropop, de la provocation, un bon refrain et des crochets originaux, en particulier ‘Let’s have some fun, this beat is sick/I wanna take a rid on your disco stick’, et finalement, une merveilleuse finalisation qui rappelle les années 1980, les adultes peuvent donc eux aussi apprécier le morceau. Dans LoveGame, Gaga est celle qui est prête à conquérir le monde de la pop ».

## Performance dans les hit-parades

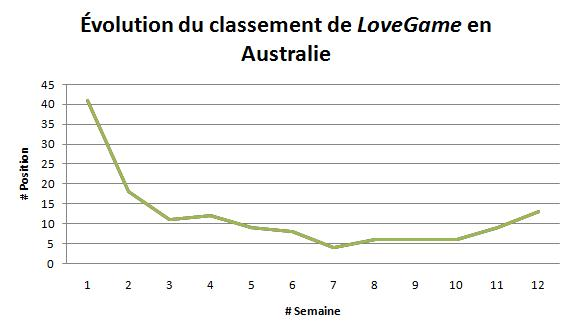
Évolution du classement de LoveGame en Australie, retracant les douze premières positions de la chanson.

Dans la semaine du 4 avril, la chanson s’amorce dans le hit-parade américain, le Billboard Hot 100, à la 96e position, mais se fait exclure du classement la semaine suivante. Après six semaines, la piste atteint la 6e position, en partie à la suite de ses 107 000 copies numériques vendues cette semaine, qui lui avaient permis d’être la chanson la plus vendue numériquement dans la même période. Deux semaines plus tard, LoveGame touche enfin son apogée, la 5e position. Le titre se classe par la suite à la 1re position du palmarès Hot Dance Club Songs, retraçant les ventes de chansons pour les clubs. Il a aussi trôné sur le palmarès Pop Songs, qui lui regroupe les ventes de chansons pops, devenant le troisième numéro un de Gaga dans ce hit-parade. Selon Nielsen Soundscan, le morceau s’est écoulé à plus de 2 millions d’exemplaires dans le monde,. Peu avant sa sortie officielle en tant que single, la chanson fait sa première apparition au Canada, dans le Canadian Hot 100, à la 68e place. Dans la semaine du 10 janvier 2009, la piste fait sa seconde apparition à la 87e position. Subséquemment, LoveGame accomplit un saut en atteignant la 5e position. Après une baisse fructueuse ayant duré plus de deux semaines, le morceau atteint son apogée dans le Canadian Hot 100, la 2e position. En juin 2009, le morceau est certifié double disque de platine par la Canadian Recording Industry Association, en abrégé CRIA, pour ses 80 000 ventes numériques.
En Australie, la chanson entame sa montée à la 92e position, et marque la semaine suivante une augmentation, en se classant à la 51e place,. Dans la semaine du 11 mai 2009, la chanson atteint la 4e position, devenant le troisième single de Gaga à atteindre le top 5 australien. Deux mois plus tard, le 6 juillet 2009, la piste est certifiée disque de platine par l’Australian Recording Industry Association, aussi appelée ARIA, pour ses 70 000 exemplaires vendus au cours de son exploitation. En Nouvelle-Zélande, la chanson commence par se positionner à la 36e place, et se déplace tranquillement jusqu’à la 12e position,. Dans la semaine du 6 mars 2009, le morceau entre dans le Irish Singles Chart, le palmarès irlandais, à la 49e position pour quelques semaines plus tard atteindre la 30e position qui reste sa plus haute place dans ce hit-parade,. Le titre s’est également classé en Finlande à la 90e position pour augmenter peu à peu jusqu’à la 12e place,.
Au début de 2009, le single se classe pour la première fois dans le UK Singles Chart, le palmarès britannique, à la 93e place. Dans le hit-parade numérique de ce même pays, la chanson atteint la 89e position pour baisser peu à peu et finalement être exclue du palmarès. Lors de sa sortie officielle physique, la chanson retourne dans le classement à la 64e place pour faire une montée progressive jusqu’à la 19e position, devenant son single s’étant classé à la plus basse position au Royaume-Uni. Aux Pays-Bas, la piste débute à la 28e position et se dirige tranquillement jusqu’à la 5e place,. Le morceau s’est également classé en France, plus précisément à la 6e position puis s'est déplacé à la 5e la semaine suivante,. En Belgique, le titre amorce sa progression à la 90e place puis à la 38e, puis se sépare, se classant à la 6e place en Communauté flamande et à la 5e en Communauté française de Belgique,,. LoveGame s’est aussi classé à la 7e position du hit-parade continental européen, le Billboard European Hot 100.

## Clip vidéo

### Développement et sortie

Gaga en mars 2009, interprétant LoveGame, tenant son disco stick d'une main et son micro de l'autre, au The Fame Ball Tour lors d'un concert au Canada.

Le vidéoclip de LoveGame est réalisé par Joseph Kahn et est mis en ligne le 13 février 2009. La vidéo prend place dans une station de métro. Plusieurs séquences du clip peuvent rappeler le vidéoclip de Michael Jackson, Bad, qui se déroule également dans une station de métro. La vidéo a été entièrement tournée à Los Angeles, en janvier 2009, dans la même période et le même studio que celle de Eh, Eh (Nothing Else I Can Say), d’autres scènes ont elles, été tournées à New York. Le clip fait face à des censures et des interdictions de diffusion en Australie où il a été classé M, équivalent à Mature, par la société Network Ten, due à ses nuances à la sexualité et ses propos jugés comme étant vulgaires. L’entreprise a demandé une version censurée de la vidéo qui elle ne violerait pas les règles mises en place, ce qui a été approuvé. La chaîne Video Hits a quant à elle complètement refusé de diffuser la vidéo dans les heures où une clientèle G et PG regardent la télévision. Ils ont cité, dans leurs raisons, que le clip contient de trop « nombreuses références sexuelles visuelles ainsi que lyriques» et qu’un bip ne peut être ajouté sur les paroles qui sont problématiques, principalement « I wanna take a ride on your disco stick » qui se traduit par « Je veux faire un tour sur ton disco stick » car sa répétition est trop fréquente. D’autres programmes télévisés, comme Rage, Chanel V et MTV ont diffusé sur les ondes la version originale du clip. Malgré les censures, la vidéo se classe dans le hit-parade des vidéoclips australiens, le 11 mai 2009, à la 29e place. Bien qu'en Australie le clip soit plus ou moins accepté, il fait aussi face à des bannissements complets de la part de MTV Arabia, critiquant les mêmes raisons que celles déplorées en Australie. De plus, le bannissement ou la censure de vidéos est très rare de la part de MTV, un des dirigeants de MTV Arabia, Samal al Marzouki, a commenté,

« Nous représentons la mentalité des jeunes générations et des nouvelles cultures, nous ne pouvons donc pas diffuser quelque chose qui entre en confit avec nos principes. Si une personne ne peut regarder quelque chose confortablement, avec son frère, sa sœur ou son ami, nous ne pouvons le diffuser sur nos ondes. »

Aux États-Unis, VH1 et MTV ont diffusé une version censurée, qui a révoqué la quasi-totalité des scènes où Gaga est nue et les séquences où l’un des danseurs tient une bouteille d’alcool dans sa main. Toutefois, aucune des paroles n’a été modifiée. Au Royaume-Uni, le vidéoclip fait sa première le 13 août 2009, à 7h00 PM sur la chaîne musicale 4Music. En France, le clip est diffusé en journée et sans aucune censure de la part des chaînes. Seul M6 Music ne le diffuse que le soir.

### Scénario
La vidéo s’ouvre avec une écriture inscrivant « Streamline presents » et trois hommes marchant dans Times Square. Ils ouvrent alors une bouche d’égout où est écrit sur le couvercle « Haus of Gaga ». La première scène commence alors, Gaga est nue et est accessoirisée de paillettes, de la peinture bleu et violette recouvre son dos. Entourée par deux hommes, tous deux ayant écrit quelque chose sur leurs cheveux, le premier « Love » et le second « Fame », elle les touche et se recouvre le sein avec une de ses mains,. La scène se déplace vers une station de métro, Gaga est vêtue d’un justaucorps noir et blanc ainsi que d’un capuchon des mêmes couleurs. Elle brandit sa marque de commerce, le disco stick et porte une paire de lunettes chainée. Le refrain commence alors, où Gaga descend et remonte les escaliers de la station de métro avec ses danseurs, tout en effectuant une chorégraphie. Elle est vêtue d’une tenue violette sans bas ainsi que d’une veste similaire, s’agençant avec le reste. Elle va alors sur le sol où ses deux chiens, des dogues allemands, apparaissent en arrière-plan. Par la suite, le second verset s’entame, dans un métro où Gaga et ses danseurs sont entrés. Celle-ci est vêtue d’une veste noire ainsi que d’une culotte argentée. La chorégraphie continue jusqu’à ce que le groupe sorte du métro. Ils se retrouvent dans un parking souterrain où Gaga danse sur une automobile, toujours avec la même tenue que celle du métro. Gaga et ses danseurs sont ensuite arrêtés par la police tandis que les scènes sont entrecoupées par celle où Gaga est nue. Elle se dirige alors seule vers une cabine de guichet, où un inspecteur s’y trouve. L’embrassant, la caméra panoramique va de droite à gauche et l’inspecteur se transforme en femme, qui elle aussi embrasse Gaga. La scène finale apparait alors, où Gaga et ses danseurs effectuent une nouvelle chorégraphie. La vidéo prend fin avec Gaga, vêtue d’un soutien-gorge beige et d’une paire de pantalons noirs, et ses danseurs brandissant un poing vers le haut en regardant la caméra.

### Tournage
Gaga explique à Entertainment Weekly pendant le Behing the Scenes du clip, qui se rapport au Making of, qu’est ce qu’elle pense du développement de la vidéo ainsi que des nouvelles mesures de tournage créées par le réalisateur, en disant,

« Je voulais avoir un immense clip de danse qui serait mémorable, je voulais qu’il soit si parfait, magnifique, doux, qu’il ait l’air en plastique. Les hommes, le rythme, le style, tout était effrayant et parfait à la fois, à mes yeux. L’idée originale derrière la station de métro et les références à Bad provient du fait que moi et mes amis de New York adorons tout ce qui touche notre ville et les artistes originaires de cette ville. […] Avec New York, nous avons les meilleurs stylistes, performance d’artistes et danseurs. Les danseurs présents dans la vidéo de LoveGame ne sont pas le genre de gens que vous verrez à Los Angeles, ils ne sont pas aussi chauds que cette ville. Ce sont des hommes honnêtes qui n’ont pas besoin de toute cette mascarade pour être élégants, ils sont réels, vrais. […] Dans le clip, j’adore l’imagerie dans le centre-ville, ça me fait penser à une soirée entre copains, achetant une paire de lunettes de soleil, mangeant au restaurant et faire toutes ces choses normales. […] L’imagerie de LoveGame est si réelle, elle démontre une chose qui me tient à cœur, peu importe qui vous êtes, d’où vous venez, ou combien d’argent vous avez dans votre compte bancaire, vous n’êtes rien sans vos idées, sans votre esprit et ce que vous pensez. Vos idées sont tout ce que vous possédez et qui ne part jamais. Au début de la vidéo, je porte une tenue d’aluminium argentée, avec des lunettes chainées. C’est si chaud. C’est comme si je prenais une clôture, je la découpe, je la plie, je la quadrille et je la mets dans mon visage et ça donne ma tenue. »

## Interprétations en direct

Gaga en mars 2010, interprétant LoveGame et tenant son disco stick, au The Monster Ball Tour lors d'un concert au Royaume-Uni.

Le 14 février 2009, Gaga interprète pour la première fois le morceau dans le programme télévisé britannique The Album Chart Show dans le cadre de la promotion de The Fame. Le 20 mars 2009, la chanson est interprétée en direct à l’AOL Sessions, ainsi que d’autres singles dont Just Dance, Paprazzi, Beautiful, Dirty, Rich et une version acoustique de Poker Face. Une version instrumentale est interprétée à la MTV Sessions en janvier 2009. La piste est également interprétée dans tous les spectacles du The Fame Ball Tour, elle est la seconde à être chantée, dans le même acte que Strastruck. Gaga y est vêtue d’une petite robe noire et argentée, accessoirisée d’un tutu conçu de péplum avec une pièce triangulaire accrochée à l’extrémité de la robe ainsi que de hautes bottes à crampons,,. Lors des performances, ses cheveux sont quant à eux assez courts et cachés en partie par les grandes lunettes noires dont elle est vêtue,. À chaque commencement du titre, ses danseurs l’entourent avec des plaques pour peu à peu qu’elle en émerge et chante le refrain. Les plaques, tenues par les danseurs, sont agencées à la robe qu’elle porte. Ces mêmes plaques sont utilisées dans les performances de Paparazzi et de Strastruck, dans les spectacles du The Fame Ball Tour,,. La musique pré-enregistrée et le mixage sont pris en charge par l’ancien DJ de Gaga, Space Cowboy. Dans un grand nombre d’interprétations de LoveGame, elle danse avec sa marque de commerce, le disco stick. Finalement, l’interprétation se termine avec Gaga et ses danseurs réalisant une chorégraphie finale pour enfin qu’elle prononce les dernières lignes, ajoutés lors des performances en direct, « People say some really terrible things about me, […] I’ve thought about it, and they’re mosty true » qui se traduit par « Les gens disent de terribles choses à propos de moi […] J’y ai pensé souvent, et la plupart sont véridiques ».

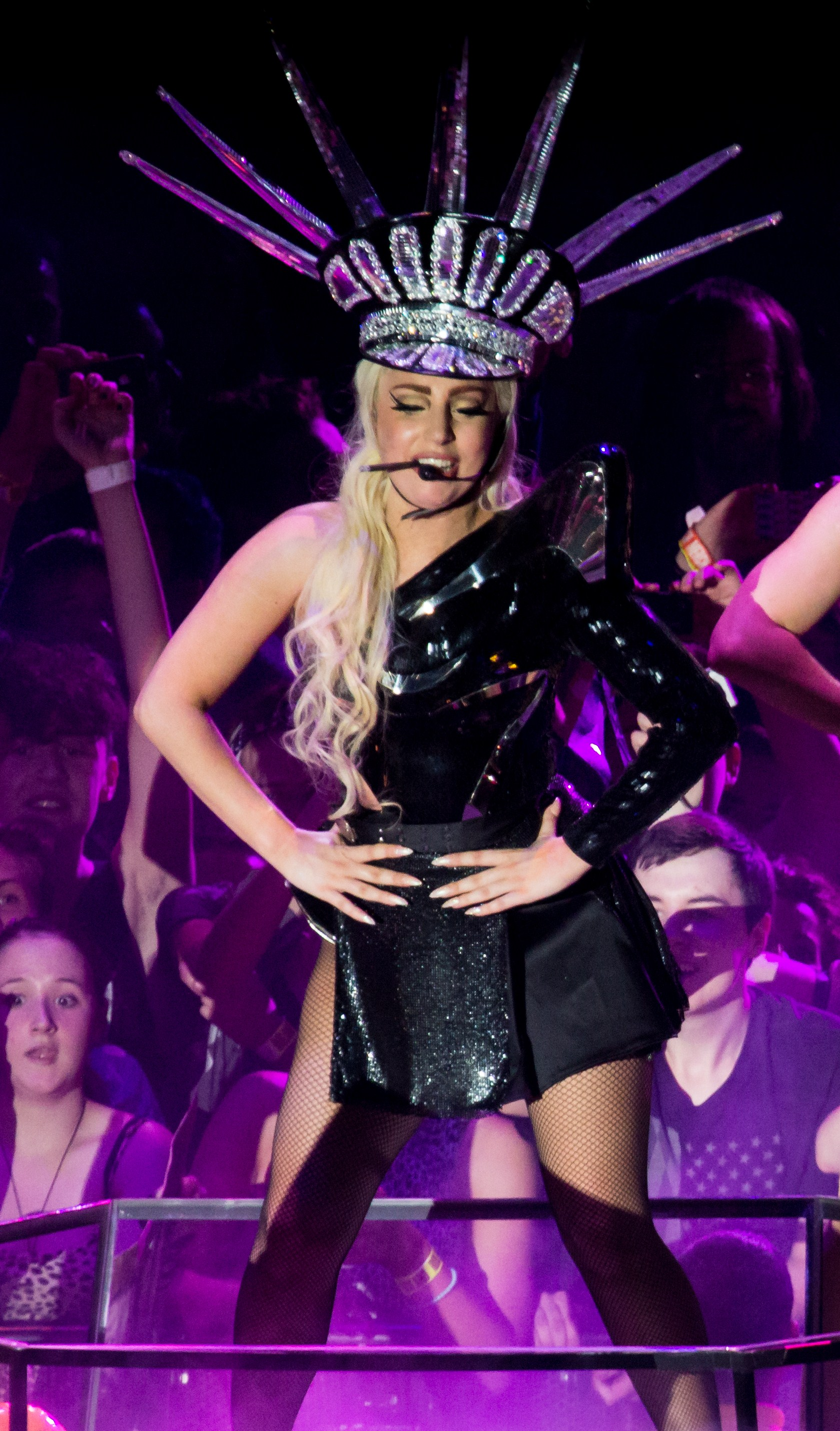
Lady Gaga chantant Love Game en 2012 lors du Born This Way Ball.

Le 12 mai 2009, Gaga interprète le titre sur le plateau d’un talk-show australien nommé Rove, où elle porte de longs collants lui montant jusqu’au ventre et où elle est coiffée d’une perruque similaire à celle utilisée lors des performances du The Fame Ball Tour,. Elle interprète aussi le morceau dans le cadre de l'épisode final de la version américaine de Dancing with the Stars, lors de la huitième saison. Un mash-up de Poker Face et LoveGame est interprétée à la cérémonie des prix canadiens, les MuchMusic Video Awards 2009, sur un stade extérieur à Vancouver. L’interprétation, commençant dans une fausse station de métro et se terminant avec des policiers arrêtant Gaga, se révèle être une hommage à ville de New York. Dans les dernières secondes de la performance, un soutien-gorge pyrotechnique se met à cracher des étincelles, inspiré de celui de Madonna. Le 8 septembre 2009, Gaga interprète la chanson en direct à la septième saison du populaire talk-show, The Ellen Degeneres Show. Le morceau a également été interprété dans la trente-cinquième saison de l’émission américaine de comédie, Saturday Night Live, où elle est arrivée sur scène avec un gyroscope lui tournant autour du corps. Finalement, la piste est également interprétée lors de la seconde tournée mondiale de Gaga, The Monster Ball Tour. Gaga y est vêtue d’un costume blanc imitant un squelette, avec une reproduction des côtes au niveau du ventre. L’arrière-plan électronique se compose de flammes et de fumées, où ses danseurs y exécutent la chorégraphie, vêtus eux aussi d’une tenue squelettique,,. La vidéo d’introduction à la performance, pendant laquelle Gaga met son costume, montre plusieurs images psychédéliques tandis que ses danseurs se tortillent sur la scène. À la fin de cette vidéo, Gaga projette un liquide noir sur elle-même, vêtue d’une robe blanche.

## Liste des pistes
| - Téléchargement digital en Australie 1. LoveGame (Album Version) – 3:33 2. LoveGame (Robots To Mars Remix) – 3:13 - Téléchargement digital en Australie - Remixes 1. LoveGame – 3:32 2. LoveGame (Dave Audé Radio Edit) – 3:32 3. LoveGame (Jody Den Broeder Radio Edit) – 3:53 4. LoveGame (Space Cowboy Remix) – 3:20 5. LoveGame (Robots To Mars Remix) – 3:13 6. LoveGame (Dave Audé Club Mix) – 8:35 7. LoveGame (Jody Den Broeder Club Mix) – 6:28 - Téléchargement digital - Remixes 1. LoveGame (Chew Fu Ghettohouse Fix) (feat. Marilyn Manson) – 5:20 - Téléchargement digital au Royaume-Uni - Remixes 1. LoveGame – 3:37 2. LoveGame (Chew Fu Ghettohouse Fix) (feat. Marilyn Manson) – 5:20 3. LoveGame (Space Cowboy Remix) – 3:20 4. LoveGame (Jody Den Broeder Club Mix) – 6:27 5. LoveGame (Music Video) – 3:44 - CD single aux États-Unis - Remixes 1. LoveGame – 3:37 2. LoveGame (Instrumental Version) – 3:37 3. LoveGame (a cappella) – 3:31 4. LoveGame (Dave Audé Club Mix) – 3:33 5. LoveGame (Space Cowboy Remix) – 3:21 6. LoveGame (Robots To Mars Remix) – 3:13 - CD single en Europe - Remixes 1. LoveGame (Chew Fu Ghettohouse Fix) (feat. Marilyn Manson) – 5:20 2. LoveGame (Robots To Mars Remix) – 3:12 3. LoveGame (Space Cowboy Remix) – 3:20 4. LoveGame (Jody Den Broeder Club Mix) – 6:27 5. LoveGame (Dave Audé Club Mix) – 8:36 6. LoveGame (Chester French Remix) – 3:15 7. LoveGame – 3:31 | - Téléchargement digital aux États-Unis et au Canada - Remixes, 1. LoveGame (Dave Audé Radio Edit) – 3:32 2. LoveGame (Space Cowboy Remix) – 3:20 3. LoveGame (Robots To Mars Remix) – 3:13 - Téléchargement digital en France - Remixes 1. LoveGame – 3:32 2. LoveGame (Dave Audé Radio Edit) – 3:32 3. LoveGame (Jody Den Broeder Radio Edit) – 3:53 4. LoveGame (Space Cowboy Remix) – 3:20 5. LoveGame (Robots To Mars Remix) – 3:13 6. LoveGame (Dave Audé Club Mix) – 8:35 7. LoveGame (Jody Den Broeder Club Mix) – 6:28 - Téléchargement digital en France - Remixes bonus track 1. LoveGame (Chew Fu Ghettohouse Fix) (feat. Marilyn Manson) – 5:20 2. LoveGame (Robots To Mars Remix) – 3:12 3. LoveGame (Space Cowboy Remix) – 3:20 4. LoveGame (Jody Den Broeder Club Mix) – 6:27 5. LoveGame (Dave Audé Club Mix) – 8:35 6. LoveGame (Chester French Remix) – 3:15 7. LoveGame – 3:31 - CD single au Royaume-Uni 1. LoveGame – 3:37 2. LoveGame (Chew Fu Ghettohouse Fix Mix) (feat. Marilyn Manson) – 5:20 |

## Crédits
- Lady Gaga - Écriture, Chœurs, Chant
- RedOne - Écriture, Production, Instrumentation, Enregistrement, Chœurs
- Robert Orton - Mixage

Source

## Classements, certifications et successions
| Classement (2009)                       | Meilleure position |
| --------------------------------------- | ------------------ |
| Allemagne (Media Control AG)            | 7                  |
| Australie (ARIA)                        | 4                  |
| Autriche (Ö3 Austria Top 40)            | 6                  |
| Belgique (Flandre Ultratop 50 Singles)  | 6                  |
| Belgique (Wallonie Ultratop 50 Singles) | 5                  |
| Canada (Hot 100)                        | 5                  |
| États-Unis (Hot 100)                    | 5                  |
| États-Unis (Dance Club Songs)           | 1                  |
| États-Unis (Pop Airplay)                | 1                  |
| Europe (Hot 100)                        | 7                  |
| Finlande (Suomen virallinen lista)      | 12                 |
| France (SNEP)                           | 5                  |
| Hongrie (Single Top 40)                 | 4                  |
| Irlande (IRMA)                          | 30                 |
| Japon (Hot 100)                         | 56                 |
| Nouvelle-Zélande (RMNZ)                 | 12                 |
| Pays-Bas (Nederlandse Top 40)           | 27                 |
| Tchéquie (IFPI Rádio)                   | 10                 |
| Royaume-Uni (UK Singles Chart)          | 19                 |
| Suède (Sverigetopplistan)               | 12                 |
| Suisse (Schweizer Hitparade)            | 15                 |

| Classement (2009)   | Position |
| ------------------- | -------- |
| Australie           | 39       |
| Autriche            | 51       |
| Belgique (Flandre)  | 30       |
| Belgique (Wallonie) | 49       |
| Canada              | 13       |
| États-Unis          | 35       |
| Europe              | 46       |
| France              | 33       |
| Pays-Bas            | 55       |
| Royaume-Uni         | 110      |
| Suisse              | 89       |

| Pays                     | Certifications |
| ------------------------ | -------------- |
| Australie (ARIA)         | Platine        |
| Canada (Music Canada)    | 2 × Platine    |
| États-Unis RIAA)         | 3 × Platine    |
| Nouvelle-Zélande (RIANZ) | Or             |

## Historique de sortie
| Pays        | Date              | Format                                |
| ----------- | ----------------- | ------------------------------------- |
| France      | 23 mars 2009      | Téléchargement digital                |
| Canada      | 24 mars 2009      | Téléchargement digital                |
| États-Unis  | 31 mars 2009,     | Téléchargement digital                |
| France      | 11 mai 2009       | CD single                             |
| États-Unis  | 12 mai 2009,      |                                       |
| États-Unis  | 12 mai 2009,      | Diffusion radio                       |
| États-Unis  | 12 mai 2009,      | Maxi remixes - Téléchargement digital |
| États-Unis  | 9 juin 2009       | Maxi remixes - CD single              |
| Allemagne   | 26 juin 2009      | CD single                             |
| Royaume-Uni | 21 septembre 2009 | CD single                             |